# 13225 Manfredi
13225 Manfredi eller 1997 QU1 är en asteroid i huvudbältet som upptäcktes den 29 augusti 1997 av San Vittore-observatoriet i Bologna. Den är uppkallad efter bröderna Eustachio, Gabriele och Eraclito Manfredi.
Asteroiden har en diameter på ungefär 5 kilometer och den tillhör asteroidgruppen Koronis.